# Zaydou Youssouf
Pour les articles homonymes, voir Youssouf.
Zaydou Youssouf, né le 11 juillet 1999 à Bordeaux (Gironde), est un footballeur international comorien. Il évolue actuellement au poste de milieu de terrain au Al-Fateh SC.

## Biographie

### Carrière en club

#### Formation et débuts à Bordeaux (2008-2019)
Zaydou Youssouf intègre le centre de formation des Girondins de Bordeaux en 2008, à neuf ans.
Il effectue l'intégralité de sa formation au poste de milieu de terrain, avant de se reconvertir au poste d'ailier.
Il fait ses débuts avec l'équipe professionnelle en novembre 2016, lors d'un match face à Bastia, où l'entraîneur Jocelyn Gourvennec le fait entrer à la place de Jérémy Toulalan. Il est alors âgé de seulement 17 ans, mais doit cependant attendre presque une année entière pour de nouveau jouer en pro. 
L'année suivante, il est sacré champion de France des moins de 19 ans avec les jeunes des Girondins de Bordeaux, en battant le club du Havre AC en finale. 
Lors de l'été 2018, le club espagnol de Valence formule une offre à hauteur de cinq millions d'euros afin de le recruter, mais se heurte à l'intransigeance des dirigeants bordelais. 
Le 26 juillet 2018, il inscrit son premier but avec l'équipe professionnelle, sur coup franc direct, lors d'un match de Ligue Europa face au FK Ventspils.

#### Confirmation à l'AS Saint-Étienne (2019-2022)
Le 5 juillet 2019, Youssouf s'engage en faveur de l'AS Saint-Étienne pour une durée de 4 ans, soit jusqu'en juin 2023. Le montant du transfert est d'environ 2,5 millions d'euros. Sa compagne Naweal Ouinekh, également footballeuse, passe elle aussi des Girondins aux Verts.
Dès ses premiers mois à l'ASSE, il est le milieu de terrain le plus utilisé par l'entraineur Claude Puel.
Il inscrit son premier but sous le maillot vert le 11 avril 2021, à l'occasion d'une victoire 4 buts à 1 face à son club formateur, les Girondins de Bordeaux.

#### Futebol Clube Famalicão (2022-)
Alors qu'il lui reste un an de contrat avec l'ASSE, il est transféré le 4 août 2022 vers le club portugais de Famalicão. L'indemnité de transfert est estimée à 1 million d'euros. Il marque son premier but sous ses nouvelles couleurs contre Santa Clara le 28 août 2022.

### Parcours en sélection
D'origine comorienne, il évolue successivement avec les équipes de France des moins de 18 ans, des moins de 19 ans et des moins de 20 ans. Le 5 novembre 2024, il opte pour jouer en sélection nationale sous les couleurs des Comores.

## Statistiques
| Saison                | Club                  | Championnat           | Championnat | Championnat | Championnat | Coupe nationale | Coupe nationale | Coupe nationale | Coupe de la Ligue | Coupe de la Ligue | Coupe de la Ligue | Compétition(s) continentale(s) | Compétition(s) continentale(s) | Compétition(s) continentale(s) | Compétition(s) continentale(s) | Total | Total | Total |
| Saison                | Club                  | Division              | M.          | B.          | P.d.        | M.              | B.              | P.d.            | M.                | B.                | P.d.              | Comp.                          | M.                             | B.                             | P.d.                           | M.    | B.    | P.d.  |
| 2016-2017             | Girondins de Bordeaux | Ligue 1               | 2           | 0           | 0           | 0               | 0               | 0               | 1                 | 0                 | 0                 | -                              | -                              | -                              | -                              | 3     | 0     | 0     |
| 2017-2018             | Girondins de Bordeaux | Ligue 1               | 6           | 0           | 0           | 0               | 0               | 0               | 1                 | 0                 | 0                 | -                              | -                              | -                              | -                              | 7     | 0     | 0     |
| 2018-2019             | Girondins de Bordeaux | Ligue 1               | 11          | 0           | 0           | -               | -               | -               | -                 | -                 | -                 | C3                             | 8                              | 1                              | 0                              | 19    | 1     | 0     |
| Sous-total            | Sous-total            | Sous-total            | 19          | 0           | 0           | -               | -               | -               | 2                 | 0                 | 0                 | -                              | 8                              | 1                              | 0                              | 29    | 1     | 0     |
| 2019-2020             | AS Saint-Étienne      | Ligue 1               | 16          | 0           | 0           | -               | -               | -               | 1                 | 0                 | 0                 | C3                             | 6                              | 0                              | 0                              | 23    | 0     | 0     |
| 2020-2021             | AS Saint-Étienne      | Ligue 1               | 29          | 1           | 1           | 1               | 0               | 0               | -                 | -                 | -                 | -                              | -                              | -                              | -                              | 30    | 1     | 1     |
| 2021-2022             | AS Saint-Étienne      | Ligue 1               | 32          | 2           | 0           | 3               | 0               | 0               | -                 | -                 | -                 | -                              | -                              | -                              | -                              | 35    | 2     | 0     |
| 2022-2023             | AS Saint-Étienne      | Ligue 2               | 1           | 0           | 0           | -               | -               | -               | -                 | -                 | -                 | -                              | -                              | -                              | -                              | 1     | 0     | 0     |
| Sous-total            | Sous-total            | Sous-total            | 78          | 3           | 1           | 4               | 0               | 0               | 1                 | 0                 | 0                 | -                              | 6                              | 0                              | 0                              | 89    | 3     | 1     |
| 2022-2023             | FC Famalicão          | Liga Portugal         | 32          | 2           | 0           | 10              | 1               | 2               | -                 | -                 | -                 | -                              | -                              | -                              | -                              | 42    | 3     | 2     |
| 2023-2024             | FC Famalicão          | Liga Portugal         | 8           | 0           | 0           | -               | -               | -               | -                 | -                 | -                 | -                              | -                              | -                              | -                              | 8     | 0     | 0     |
| Sous-total            | Sous-total            | Sous-total            | 40          | 2           | 0           | 10              | 1               | 2               | -                 | -                 | -                 | -                              | -                              | -                              | -                              | 50    | 3     | 2     |
| Total sur la carrière | Total sur la carrière | Total sur la carrière | 137         | 5           | 1           | 14              | 1               | 2               | 3                 | 0                 | 0                 | -                              | 14                             | 1                              | 0                              | 168   | 7     | 3     |

## Palmarès
FC Girondins de Bordeaux
- Champion de France des moins de 19 ans en 2017

 AS Saint-Étienne
- Finaliste de la Coupe de France en 2020